# 인바디

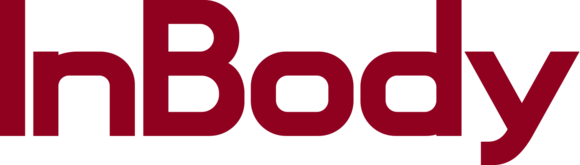
인바디 회사 로고

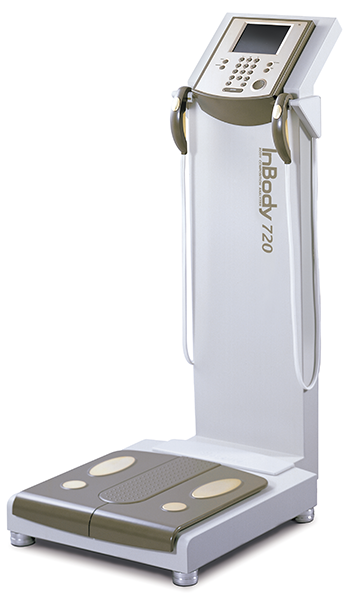
인바디 720 모델

인바디(InBody)는 동명의 코스닥 상장 기업 주식회사 인바디의 생체전기저항법을 이용한 체성분 분석기의 브랜드 이름이다. 이 제품이 널리 보급되어 있는 관계로 대한민국, 일본 등에서는 흔히 체성분 분석기를 인바디라 부르며 체성분 분석을 일컫는 고유명사가 되었다. 인바디는 1996년 한국에서 차기철 박사에 의해 설립되었으며 2021년 기준 연매출 1,378억을 달성했다.
미국, 중국, 일본, 독일, 네덜란드, 영국, 말레이시아, 인도, 멕시코 9곳에 해외 법인이 있고, 세계 각국에 해외 대리점 56개가 있으며 전 세계 109개 나라에 제품을 수출한다.

## 원리
인바디는 수분이 많은 근육에는 전류가 잘 흐르고 수분이 적은 지방에는 전류가 잘 흐르지 않는다는 기본 원리를 이용, 인체에 미세한 전류를 통과시킬 때 발생하는 저항값(임피던스)을 계측하여 인체의 구성 성분인 체수분, 단백질, 무기질, 지방을 측정한다.

## 쓰임
인바디가 체성분 분석기를 통칭하는 명칭으로 사용되면서 미세전류를 이용한 체성분 분석검사를 흔히 인바디 검사라고 부르고 있다. 인바디는 1996년 개발되었으며 세계 109개 국에서 사용하고 있다.
인바디는 병원, 피트니스센터에서 비만진단, 영양상담, 운동처방시 활용하고 있으며 최근에는 가정에서 사용할 수 있는 모델도 출시되었다.